# Xã Burlingame, Quận Osage, Kansas
Xã Burlingame (tiếng Anh: Burlingame Township) là một xã thuộc quận Osage, tiểu bang Kansas, Hoa Kỳ. Năm 2010, dân số của xã này là 1.680 người.